# Фучу (Токио)
Фучу (јап. 府中市) град је у Јапану у префектури Токио. Према попису становништва из 2005. у граду је живело 245.626 становника.

## Становништво
Према подацима са пописа, у граду је 2005. године живело 245.626 становника.
| 1995.   | 2000.   | 2005.   |
| ------- | ------- | ------- |
| 216.211 | 226.769 | 245.626 |